# Eugène Joseph Delporte
| Odkryte planetoidy: 66 | Odkryte planetoidy: 66 | Odkryte planetoidy: 66 |
| ---------------------- | ---------------------- | ---------------------- |
| (1052) Belgica         | 15 listopada 1925      |                        |
| (1068) Nofretete       | 13 września 1926       |                        |
| (1122) Neith           | 17 września 1928       |                        |
| (1124) Stroobantia     | 6 października 1928    |                        |
| (1128) Astrid          | 10 marca 1929          |                        |
| (1145) Robelmonte      | 3 lutego 1929          |                        |
| (1168) Brandia         | 25 sierpnia 1930       |                        |
| (1170) Siva            | 29 września 1930       |                        |
| (1176) Lucidor         | 15 listopada 1930      |                        |
| (1199) Geldonia        | 14 września 1931       |                        |
| (1217) Maximiliana     | 13 marca 1932          |                        |
| (1221) Amor            | 12 marca 1932          |                        |
| (1222) Tina            | 11 czerwca 1932        |                        |
| (1239) Queteleta       | 4 lutego 1932          |                        |
| (1261) Legia           | 23 marca 1933          |                        |
| (1274) Delportia       | 28 listopada 1932      |                        |
| (1276) Ucclia          | 24 stycznia 1933       |                        |
| (1280) Baillauda       | 18 sierpnia 1933       |                        |
| (1285) Julietta        | 21 sierpnia 1933       |                        |
| (1288) Santa           | 26 sierpnia 1933       |                        |
| (1290) Albertine       | 21 sierpnia 1933       |                        |
| (1291) Phryne          | 15 września 1933       |                        |
| (1293) Sonja           | 26 września 1933       |                        |
| (1294) Antwerpia       | 24 października 1933   |                        |
| (1329) Eliane          | 23 marca 1933          |                        |
| (1341) Edmée           | 27 stycznia 1935       |                        |
| (1350) Rosselia        | 3 października 1934    |                        |
| (1361) Leuschneria     | 30 sierpnia 1935       |                        |
| (1363) Herberta        | 30 sierpnia 1935       |                        |
| (1366) Piccolo         | 29 listopada 1932      |                        |
| (1374) Isora           | 21 października 1935   |                        |
| (1375) Alfreda         | 22 października 1935   |                        |
| (1388) Aphrodite       | 24 września 1935       |                        |
| (1401) Lavonne         | 22 października 1935   |                        |
| (1433) Geramtina       | 30 października 1937   |                        |
| (1476) Cox             | 10 września 1936       |                        |
| (1486) Marilyn         | 23 sierpnia 1938       |                        |
| (1491) Balduinus       | 23 lutego 1938         |                        |
| (1493) Sigrid          | 26 sierpnia 1938       |                        |
| (1543) Bourgeois       | 21 września 1941       |                        |
| (1560) Strattonia      | 3 grudnia 1942         |                        |
| (1664) Felix           | 4 lutego 1929          |                        |
| (1672) Gezelle         | 29 stycznia 1935       |                        |
| (1698) Christophe      | 10 lutego 1934         |                        |
| (1707) Chantal         | 8 września 1932        |                        |
| (1711) Sandrine        | 29 stycznia 1935       |                        |
| (1722) Goffin          | 23 lutego 1938         |                        |
| (1724) Vladimir        | 28 lutego 1932         |                        |
| (1754) Cunningham      | 29 marca 1935          |                        |
| (1848) Delvaux         | 18 sierpnia 1933       |                        |
| (1878) Hughes          | 18 sierpnia 1933       |                        |
| (1926) Demiddelaer     | 2 maja 1935            |                        |
| (2101) Adonis          | 12 lutego 1936         |                        |
| (2213) Meeus           | 24 września 1935       |                        |
| (2276) Warck           | 18 sierpnia 1933       |                        |
| (2331) Parvulesco      | 12 marca 1936          |                        |
| (2534) Houzeau         | 2 listopada 1931       |                        |
| (2545) Verbiest        | 26 stycznia 1933       |                        |
| (2713) Luxembourg      | 19 lutego 1938         |                        |
| (2819) Ensor           | 20 października 1933   |                        |
| (2913) Horta           | 12 października 1931   |                        |
| (3534) Sax             | 15 grudnia 1936        |                        |
| (3567) Alvema          | 15 listopada 1930      |                        |
| (3605) Davy            | 28 listopada 1932      |                        |
| (6354) Vangelis        | 3 kwietnia 1934        |                        |
| (7043) Godart          | 2 września 1934        |                        |

Eugène Joseph Delporte (ur. 10 stycznia 1882 w Jodoigne, zm. 19 października 1955) – belgijski astronom.
Odkrył 66 planetoid, w tym (1221) Amor oraz (2101) Adonis. Był też odkrywcą oraz współodkrywcą kilku komet, m.in. komety okresowej 57P/du Toit-Neujmin-Delporte. Pracował w Królewskim Obserwatorium Belgii (Observatoire Royal de Belgique) znajdującym się w Ukkel (od nazwy miasta pochodzi nazwa planetoidy (1276) Ucclia).
Jego imieniem zostały nazwane: krater Delporte na Księżycu oraz odkryta przez niego planetoida (1274) Delportia.